# رایان میلر
رایان میلر (انگلیسی: Ryan Miller؛ زادهٔ ۱۷ ژوئیهٔ ۱۹۸۰) بازیکن هاکی روی یخ اهل ایالات متحده آمریکا است.
از باشگاه‌هایی که در آن بازی کرده‌است می‌توان به ونکوور کناکز اشاره کرد.